# Olesja
Olesja (ukrainisch Олеся, russisch Олеся, englisch Olesya) ist ein weiblicher Vorname.

## Bekannte Namensträgerinnen
- Olesja Murtasalijewna Alijewa (* 1977), russische Skirennläuferin
- Olesja Iwanowna Barel (* 1960), russische Basketballspielerin
- Olesja Wladimirowna Belugina (* 1984), russische Rhythmische Sportgymnastin und Olympiasiegerin 2004
- Olesja Borissowna Byk (* 1988), russische Rhythmische Sportgymnastin
- Olesja Jurjewna Fokina (* 1954), sowjetische bzw. russische Journalistin, Filmregisseurin und Hochschullehrerin
- Olesja Alexandrowna Forschewa (* 1979), russische Sprinterin
- Olesja Leonidowna Nurgalijewa (* 1976), russische Marathon- und Ultramarathonläuferin
- Olesya Rulin (* 1986), US-amerikanische Schauspielerin russischer Herkunft
- Olesja Nikolajewna Sykina (* 1980), russische Sprinterin
- Olesja Syrewa (* 1983), russische Mittel- und Langstreckenläuferin

Siehe auch:
- Olessja